# José María Cabral Bermúdez
José María Cabral Bermúdez (13 de abril de 1902-26 de mayo de 1984) fue un abogado y empresario de la República Dominicana. Cabral fue miembro de la primera junta que gobernó la República Dominicana después de la caída de la dictadura de Rafael Trujillo.
Nacido en el seno de una familia adinerada e influyente, Cabral fue en su época el líder de la oligarquía dominicana.
Cabral Bermúdez fue vicepresidente del Banco de Reservas de la República Dominicana, y miembro del consejo administrativo del Ingenio Cristóbal Colón, una compañía azucarera. Fue concejal o regidor de la ciudad de Santiago de los Caballeros de 1932 a 1940.